# Sarov
Sarov [saróv] (rusko Саро́в) je mesto v Niženovgorodski oblasti, Rusija. Mesto so ustanovili leta 1939. Do leta 1970 se je imenovalo Arzamas-75 (Арзамас-75), do leta 1991 Arzamas-16 (Арзамас-16), med letoma 1991 in 1995 pa Kremljov (Кремлёв) (Kremljov). Leta 2010 je imelo mesto 88.275 prebivalcev.
Tu je bilo nastanjeno glavno središče za jedrska orožja v Sovjetski zvezi. Sarov je bilo zaprto mesto in tujcem vstop ni bil dovoljen. Majhno letališče je bilo namenjeno le vladnim letalom. Obiskovalci po navadi letijo do Nižnega Novgoroda in se nato peljejo tri ure po cesti. Mesto Sarov je pobrateno z ameriškim mestom iz Nove Mehike Los Alamosom.